# リチャード・フランクリン
リチャード・フランクリン（Richard Franklin, 1948年7月15日 - 2007年7月11日）は、オーストラリアの監督。

## 主な作品

### 映画
- パトリック Patrick（1978年）- 監督・製作
- ロードゲーム Roadgames（1981年）- 監督・原案・製作
- サイコ2　PsychoⅡ（1983年）- 監督
- ビデオゲームを探せ! Cloak & Dagger（1984年）- 監督
- リンク Link（1986年）- 監督・製作
- F/X2 イリュージョンの逆転 F/X2（1991年）- 監督
- レディ・ウェポン Running Delilah（1993年）- 監督
- Hotel Sorrento（1995年）- 監督・脚本・製作
- ゴーストアビス Visitors（2003年）- 監督・製作

### シリーズ
- ザ・ロストワールド シーズン1 The Lost World（1999-2000年）- 監督